# Joaquim Mendes dos Remédios
Joaquim Mendes dos Remédios (Nisa, 21 de Setembro de 1867 — Montemor-o-Velho, 30 de Setembro de 1932) foi um professor universitário, político e escritor português que, entre outras funções, foi reitor da Universidade de Coimbra e Ministro da Instrução Pública.

## Biografia
Joaquim Mendes dos Remédios começou por frequentar o Seminário de Portalegre obtendo depois equiparação ao ensino liceal no Liceu Nacional daquela cidade. Terminados os estudos liceais, a 15 de Outubro de 1888 matriculou-se na Faculdade de Teologia da Universidade de Coimbra, obtendo ali o grau de bacharel em 1892. Completou a sua formatura a 18 de Junho de 1893, licenciando-se a 15 de Fevereiro do ano imediato.
Tendo-se doutorado a 28 de Abril de 1895, ingressou ao serviço da Faculdade de teologia, como 2.º assistente a 4 de Janeiro do ano seguinte. Após a extinção da Faculdade de Teologia e a sua substituição pela Faculdade de Letras, integrou o seu corpo de catedráticos, especializando-se no estudo da História da Literatura Portuguesa. No âmbito do seu trabalho de investigação histórica, dirigiu desde 1898 a colecção Subsídios para Estudo da Literatura Portuguesa, onde publicou numerosos trabalhos da sua autoria.
Com a implantação da República foi nomeado reitor da Universidade de Coimbra, tendo exercido o cargo interinamente de 1911 a 1913, como primeiro retor eleito daquela instituição, e depois, como reitor nomeado, de 1918 a 1919. Como reitor deu o impulso inicial à criação da Revista da Universidade.
Revelando-se um investigador prolífero, notabilizou-se pela publicação de uma obra variada e pelo exercício de diversos cargos académicos, incluindo o de secretário das bibliotecas da Faculdade de Letras, de 1911 a 1925 e da Universidade de Coimbra, cargo que exerceu de 1900 a 1913. Durante o seu mandato como secretário da Biblioteca da Universidade de Coimbra organizou os gabinetes de cinema, de super-libris e de numismática. Também se lhe deve a fundação do arquivo bibliográfico daquela Universidade. Simultaneamente, foi representante das Faculdades de Letras no Conselho Superior de Instrução Pública.
No período imediato à Revolução de 28 de Maio de 1926 integrou a famosa Tuna de Coimbra, com António de Oliveira Salazar e Manuel Rodrigues Júnior, cabendo-lhe a pasta da Instrução Pública no primeiro Ministério da Ditadura Nacional. Exerceu o cargo de forma efémera, entre 3 de Junho de 1926 a 19 de Junho de 1926. Com a viragem à direita do novo regime, afastou-se da actividade política, voltando às lides académicas. Publicou diversos manuais de Filosofia destinados ao ensino liceal e, entre outras, a obra História dos Judeus em Portugal, que o celebrizou nos meios académicos.
No período de 1925 a 1930 dirigiu a Faculdade de Letras da Universidade de Coimbra, criando os cursos de férias, os institutos de culturas estrangeiras, as publicações da Sala Francesa, a revista Biblos e o Boletim do Instituto Alemão.
A principal escola de Nisa adoptou Mendes dos Remédios como seu patrono.